# Tell 'Em Nothing

Tell 'Em Nothing  est un court métrage américain muet en noir et blanc de Leo McCarey sorti en 1926.

## Synopsis
Charley est un avocat qui aide les couples à contourner la loi qui interdit le divorce par consentement mutuel. Alors que, dans son cabinet, il montre à une dame comment se faire photographier dans une situation compromettante, sa propre épouse l'aperçoit depuis la rue et croit qu'il la trompe en prenant sa cliente dans ses bras. C’est le début d'une série de quiproquos dont Charley aura le plus grand mal à se défaire.

## Fiche technique
- Titre original : Tell 'Em Nothing
- Réalisation : Leo McCarey
- Scénario : Charley Chase
- Montage : Richard C. Currier
- Producteur : Hal Roach
- Société de production : Hal Roach Studios
- Société de distribution : Pathé Exchange
- Pays d’origine :  États-Unis
- Langue : Anglais
- Format : 1.33 : 1, 35 mm, muet, noir et blanc
- Genre : Comédie
- Durée : 20 minutes
- Date de sortie : 17 octobre 1926

## Distribution
- Charley Chase : Gladstone
- Vivien Oakland : La blonde galopante
- Gertrude Astor : Mrs. Gladstone
- Harvey Clark : Le mari
- Albert Roccardi : Doc